# Proalides subtilis
Proalides subtilis är en hjuldjursart som beskrevs av Rodewald 1940 . Proalides subtilis ingår i släktet Proalides och familjen Epiphanidae. Inga underarter finns listade i Catalogue of Life.